# Säters kyrka, Dalarna
Säters kyrka i Säter är församlingskyrka för Säterbygdens församling i Västerås stift. Den nuvarande kyrkan byggdes 1778–1779. Tornet byttes dock ut 1806–1807, då det stod på ostadig grund. 1811 fastställdes hur orgelfasaden och altaret skulle se ut.
Tidigare stod en annan stenkyrka på platsen. Den invigdes på hösten 1635 och ersatte då en träkyrka som var i bruk 1628–1635. Det visade sig dock att denna kyrka var undermåligt byggd och man rev den år 1778.
I anslutning till kyrkan, på andra sidan gatan, ligger församlingshemmet Coriandergården. Denna har fått sitt namn av Säters första kyrkoherde Magnus Andræ Coriander, verksam 1636–1663, vilken även har gett namn åt kyrkokören Corianderkören.

## Kyrkorummet
Kyrkan, som rymmer ungefär 400 personer, har blågrå bänkar med ljusstakar i smidesjärn, skänkta av Bispbergs gruvbolag omkring år 1900. Ljusstakarna kom dock på plats först 1956. 
Orgeln med 36 stämmor är byggd av Olof Hammarberg 1972 och har orgelhus och -fasad från 1811. Tidigare orglar var en av Jöran Orgelmakare från 1652, en av Olof Schwan från 1811 och en från 1903 av Magnussons, Göteborg.
Vid altaret finns en tempellik fasad med fyra pelare, ritad av Olof Tempelman 1811. Där hänger också en väv i gula nyanser av Dagmar Lodén.
11 glasmålningar (från början 36), som tidigare satt högst upp i alla kyrkfönstren, sitter samlade på två ställen, ett i ett norrfönster och ett i ett söderfönster. Glasmålningarna är från kyrkans invigning och är skänkta av Petter Kruse, vars hustru Cecilia gav upphov till kyrkans inofficiella namn Ceciliakyrkan.

### Orgel
- 1638 skänkte bruksbokhållaren Hans Kyrss ett positiv till kyrkan med 5 stämmor. Positivet sattes upp i koret. 1652 byggdes orgeln om och flyttades av Göran Spett, Sala, den hade då 11 stämmor. 100 riksdaler skänktes av Kyrss och 600 daler av guvernör Silents. Orgeln reparerades 1684 av Georg Woitzig. 1731 reparerad Daniel Stråhle orgeln och skänkte en Kvint 3'. 1757 sattes Vox humana och tremulant in av organist Anders Bergstedt, Husby.[1]

| Manual            |
| Oktava 8'         |
| Gedackt 8'        |
| Principal 4'      |
| Gedackt 4'        |
| Gemshorn 4'       |
| Spetsflöjt 4'     |
| Kvinta 3' (1731)  |
| Oktava 2'         |
| Kvinta 1 1/2'     |
| Scharf III        |
| Trumpet 8'        |
| Vox humana (1757) |
| Tremulant (1757)  |

- 1812 byggdes en orgel av Olof Schwan, Stockholm med 16 stämmor, två manualer och bihängd pedal.
- 1903 byggde Johannes Magnusson, Göteborg en orgel med 17 stämmor, två manualer och pedal.
- Den nuvarande Orgeln med 36 stämmor är byggd av Olof Hammarberg 1972 och har orgelhus och fasad från 1811. Den har mekanisk traktur och elektrisk registratur.
- 2018-2019 renoverades orgeln av orgelbyggare Martin Hausner som försåg orgeln med oktavkoppel mm.

| Huvudverk I       | Bröstverk II   | Svällverk III     | Pedal           | Koppel    | Övrigt             |
| Gedacktpommer 16' | Spetsgedakt 8' | Gedakt 8'         | Principal 16´   | I/P       | Fria kombinationer |
| Principal 8´      | Koppelflöjt 4' | Fugara 8'         | Subbas 16'      | II/P      |                    |
| Rörflöjt 8'       | Principal 2'   | Voix celeste 8'   | Oktava 8'       | III/P     |                    |
| Oktava 4'         | Nasat 1 1/3'   | Principal 4'      | Gedakt 8'       | II/I      |                    |
| Spetsflöjt 4'     | Sifflöjt 1'    | Traversflöjt 4'   | Oktava 4'       | III/I     |                    |
| Quinta 2 2/3'     | Cymbel II      | Piccolo 2'        | Nachthorn 2'    | III/II    |                    |
| Oktava 2'         | Vox humana 8'  | Sesquialtera II   | Rauschquint III | III16'    |                    |
| Cornett III       | Tremulant      | Mixtur V          | Basun 16'       | III16'/II |                    |
| Mixtur V-VI       |                | Fagott 16'        | Trumpet 4'      | III16'/I  |                    |
| Trumpet 8'        |                | Oboe 8'           |                 | II16'     |                    |
|                   |                | Tremulant         |                 | II16'/I   |                    |
|                   |                | Crescendosvällare |                 | I16'      |                    |
|                   |                |                   |                 | III4'     |                    |
|                   |                |                   |                 | III4'/II  |                    |
|                   |                |                   |                 | III4'/I   |                    |
|                   |                |                   |                 | II4'      |                    |
|                   |                |                   |                 | II4'/I    |                    |
|                   |                |                   |                 | I4'       |                    |

## Tornet
I tornet finns vapenhus, körrum och kyrkvind, där tre mindre klockor och en stor klocka hänger. Den stora klockan, Storklockan, göts i Säter 1638, men sprack 1704 och göts om av Gerhard Meyer i Falun 1706 och ökade i vikt från 1 700 kg till 2 380 kg. Den har en relief av Jesus på ena sidan och en av Karl XII på häst på den andra. Runt den övre delen av klockan går en vers av 1300-talssången In dulci jubilo. Den näst största klockan, Angångsklockan omgöts 1727, väger 1 360 kg. Lillklockan eller Prästklockan omgöts 1706 och väger 595 kg. Den minsta klockan är stadens gamla auktionsklocka från 1800-talet som kan vara samma som Wåhlklockan, som försvann. Wåhlklockan var den klocka som hängde i kyrkan för att varna för bränder och annan fara.

## Renoveringar
- 1927: Altarpredikstolen flyttades till sin nuvarande plats vid den ena långväggen.
- 1955–1956: Oljepanna installerades, fjällmarkeringarna i taket ovanför koret togs ner och väven hängdes upp där predikstolen tidigare suttit.
- Sent 1970-tal: Dynor med rött tyg från Säters väveri installeras på bänkarna.
- 1996–1997: Putsen på innertaket byttes ut, liksom el- och VVS-ledningar, fjärrvärme installerades, bänkarna målades om och några bänkrader togs bort för att öppna en korsgång som tidigare funnits. Golvet i koret utökades dessutom, ny ljudanläggning tillkom och kapprum, brudkammare och förråd innanför vapenhuset byggdes.

## Bilder

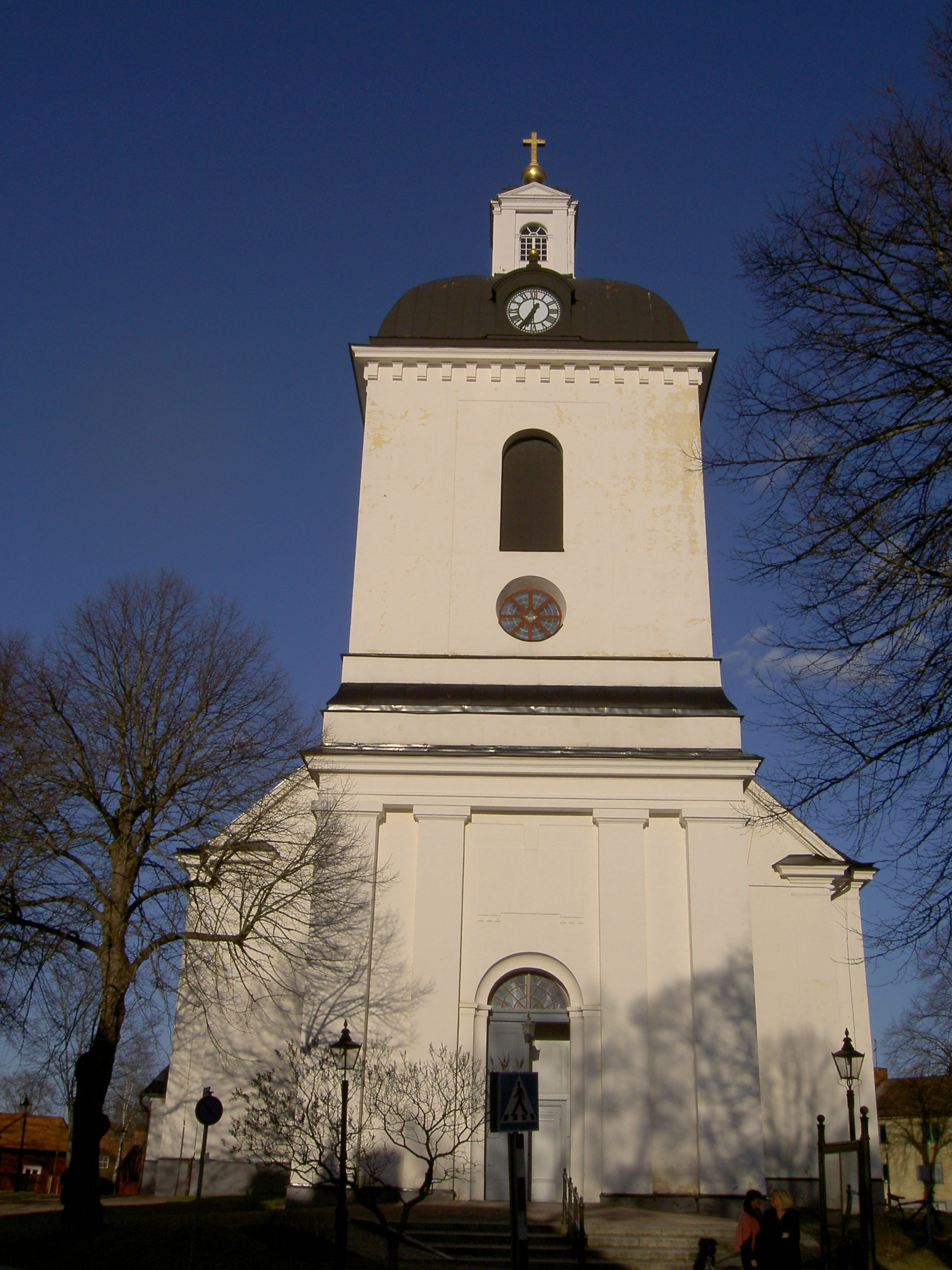
Tornet
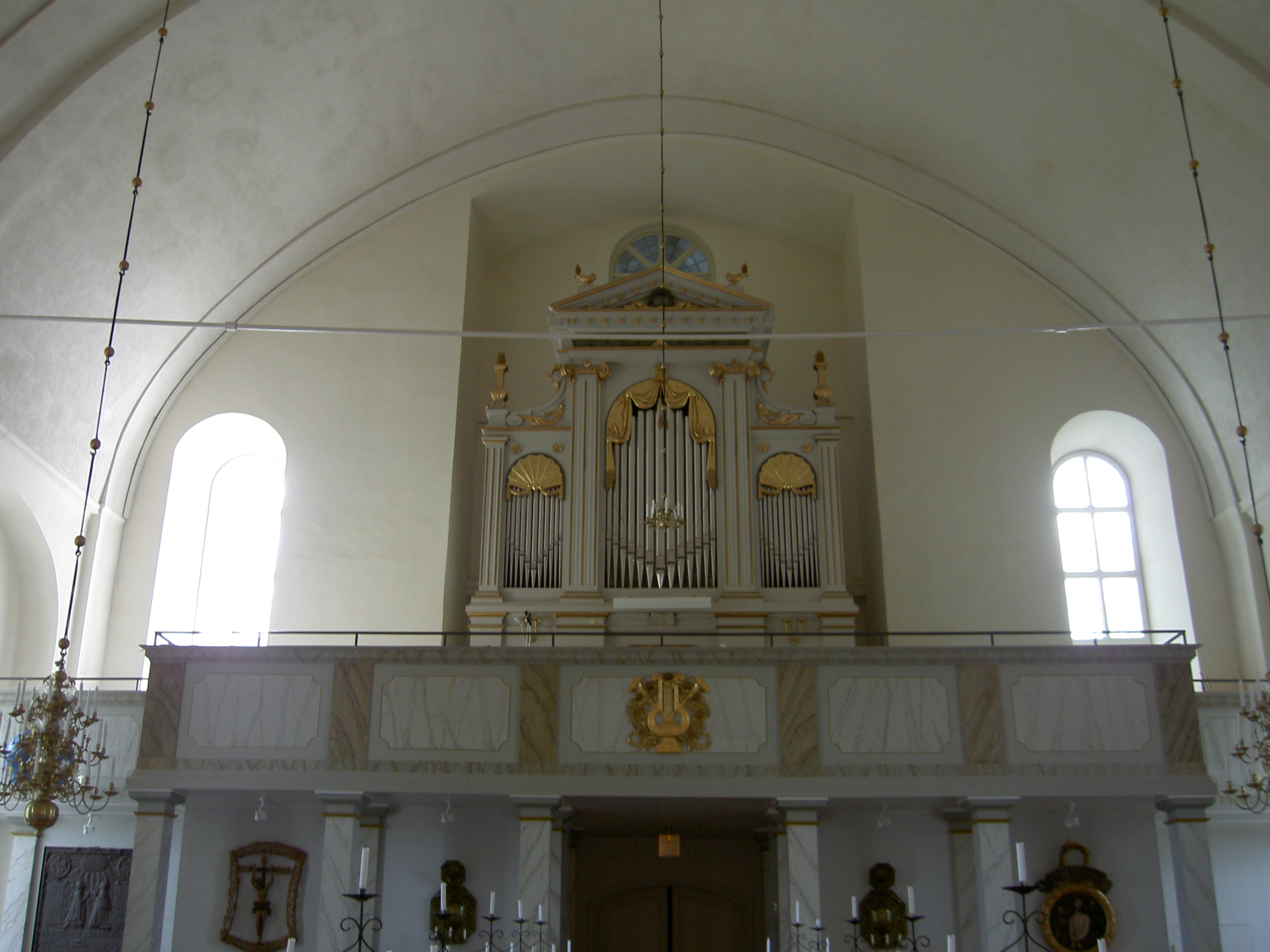
Orgelläktaren
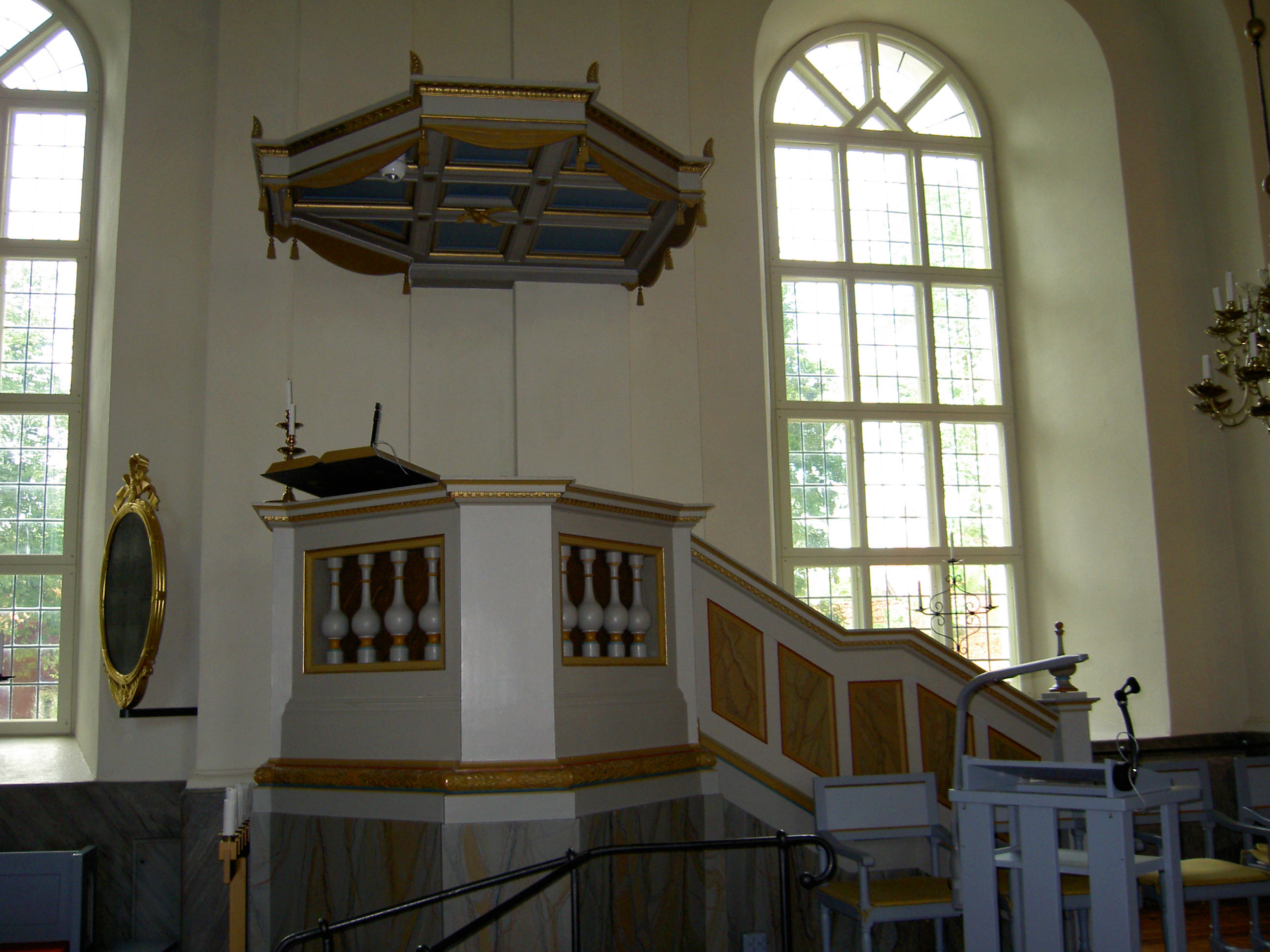
Predikstolen